# Telephanus alluaudi
Telephanus alluaudi es una especie de coleóptero de la familia Silvanidae.

## Distribución geográfica
Habita en Mauritania.